# 天使の代理人
『天使の代理人』（てんしのだいりにん）は、山田宗樹の小説。2004年に幻冬舎より発表された。助産師でありながら数々の中絶の現場に立ち会ってきた桐山冬子が、妊娠中絶希望者を説得し思い止まらせる団体「天使の代理人」の一員となって活動する姿を描いた小説。
この小説を原作としたテレビドラマが2010年9月6日から同年10月29日まで東海テレビ・フジテレビ系列の昼ドラ枠で放送された。 

## 書誌情報
- 天使の代理人 - 2004年 幻冬舎 - ISBN 9784344006195
- 天使の代理人（上下） - 2006年 幻冬舎文庫 - ISBN 9784344407794（上） ISBN 9784344407800（下）

## テレビドラマ
東海テレビ・共同テレビの制作により、2010年9月6日から同年10月29日までフジテレビ系列で平日（月-金）の13:30 - 14:00に放送された。主演は高畑淳子・市毛良枝。東海テレビ制作による昼ドラ枠で共同テレビの制作による作品は、2010年1月5日 - 同年4月2日に放送された『インディゴの夜』以来5か月ぶり。キャッチコピーは、「約3000人が光を見て、約600人が光を見ない。」。
ポスターやオープニングタイトルでメインビジュアルとなっているマタニティヌードのモデルは『AneCan』専属モデルの鈴木サチ。

### 原作との違い
本作をドラマ化した当放送枠において、オムニバス形式を採用するのは新たな試みとされる点で注目を集めた。原作自体オムニバス形式で構成され、ある程度時系列で整理がなされていたが、そのままではテレビドラマとしては成り立ちにくいストーリーであった。 
そこでテレビドラマ化するにあたっては、妊娠・出産・中絶にまつわるエピソードを、登場する人物単位で8つに再編成し、ストーリーを紡ぎ直す存在として、ドラマオリジナルキャラクターを設定した。それが、高畑演じるノンフィクションライターの吉村翔子である。そして、翔子が市毛演じる桐山冬子と彼女の下を訪れる妊婦らの悩み・苦悩を取材するスタイルをとった。それぞれのエピソードについては、冬子が翔子の取材に対して語った内容を映像化するという形で構成された。また1つのエピソードが終わるごとに、次のエピソードの入り口となる短い展開が存在していた。 

### キャスト

#### 現代創榮社
吉村翔子（よしむら しょうこ）
演 - 高畑淳子
本作の主人公で、ドラマのオリジナルキャラクター。神奈川県生まれ。国内外の様々な人や出来事をテーマに取材し、鋭く切り込むルポルタージュを執筆するノンフィクションライター。「ワーキングプア」で現代ルポルタージュ大賞を受賞。自殺者が出た「天使の代理人」の活動内容に疑問を抱き、代表の冬子を取材する。
結婚の翌年である20年前に妊娠するが、同時期に紛争地帯で活躍する日本人女性への長期滞在の海外取材の話が飛び込み、自身のジャーナリストとしてのステップアップのために中絶を決意する。しかしお腹の子と仕事を天秤にかける選択をしたことに対し、妊娠を喜んだ同業の夫からは理解を得られず、やがて口論が絶えなくなったため、夫に内緒で中絶し、その後に離婚。
ワーキングプアの取材で、職場のビルで清掃員の仕事をしていたあすかと知り合うが、あすかの自殺の原因が「天使の代理人」にあると思い、自殺に至った真相を知りたいという強い気持ちから冬子を糾弾する。しかし、命と真剣に向き合って出した答えを後悔してほしくないという冬子の言葉に、自分が否定されるのを怖がって中絶した罪の意識を引きずり、いつの間にかジャーナリストとしての客観性を失い、「天使の代理人」を個人的に憎んでいたことに気づかされる。「命と向き合った女性たち〜天使の代理人の功罪〜」と題したルポルタージュを一度は書き上げるが、大きな意味で命と向き合う決意をし、「天使の代理人」だけでなく、妊婦や看護師など、多くの女性に取材して「命と向き合う女性たち」を連載する。
編集部員
演 - 浜近高徳、藤岡太郎
高宮明（たかみや あきら）
演 - 松崎しげる（特別出演）
現代創榮社の編集長。

#### 天使の代理人
桐山冬子（きりやま ふゆこ）
演 - 市毛良枝（幼少期・大出菜々子）
本作のもう一人の主人公で、小説では本来の主人公である。希美台共立病院の元看護師兼助産師。それ以前は柘植産婦人科医院でも働いていた。人工妊娠中絶が安易に行われている実情を訴えるべく『天使の代理人』を執筆・出版し、著書に共鳴した助産師たちと中絶をしようとしている女性を説得し、一人でも多くの赤ちゃんを救う活動をしている「天使の代理人」代表。
心臓に持病のあった母親・佐和子が冬子を出産して亡くなったことを祖母から責められ、生きていることに罪悪感を抱いていたが、佐和子の出産に立ち会った初恵から佐和子が出産後亡くなるまでの一週間、片時も冬子を離さなかったことを聞かされ、生きる希望を取り戻し、やがて初恵のような命のあたたかさを伝えられる助産師を志すようになる。柘植産婦人科医院で勤務していた時に多くの人工妊娠中絶に立ち会ううちに、赤ちゃんを死なせることに慣れすぎて心が麻痺し、それが当たり前になっていた自分が恐ろしくなり、退職して『天使の代理人』を執筆。あすかの自殺後、マスコミに追われて「天使の代理人」の存在が表沙汰になり、自分たちができることの限界を知った以上、これ以上の活動は続けられないと「天使の代理人」の活動休止を決め、希美台共立病院を退職する。その後も沈黙を守り通していたが、社会的制裁を受ける覚悟で翔子の取材を受ける中で自身を見つめ直し、「天使の代理人」で活動してきた時の心を忘れず、一生かけて新しく生まれてくる命と向き合う決意をし、助産師として再出発する。
宮下かずえ（みやした かずえ）
演 - 岩橋道子
早乙女産婦人科の看護師兼助産師。看護学校時代から珠代たちと「天使の代理人」の活動に参加。
石森珠代（いしもり たまよ）
演 - 小野真弓
希美台共立病院の看護師兼助産師。看護学校時代からかずえたちと「天使の代理人」の活動に参加。18歳の時に年下の彼氏との子を中絶した過去がある。「天使の代理人」の活動に熱中するあまり、夫とうまくいかなくなり、離婚を告げられる。

#### 産婦人科

##### 希美台共立病院
辻沢道雄（つじさわ みちお）
演 - 中丸新将（Episode1・最終章）
産婦人科医。
黒田（くろだ）
演 - 矢崎文也（Episode1）
産婦人科医。雪絵と間違えて有希恵に中絶手術を行ってしまう。
阿部みゆき（あべ みゆき）
演 - やない由紀（Episode1・6・最終章）
本田陽子（ほんだ ようこ）
演 - 夏秋佳代子（Episode1・2・6）
良子（りょうこ）
演 - 森脇由紀（Episode1）
久美子（くみこ）
演 - 大石里沙（Episode1・6・最終章）
共に看護師。
看護師
演 - 山崎智恵（最終章）
翔子の取材を受ける。
事務長
演 - 藤岡太郎（Episode1）
病院長
演 - 伊藤幸純（Episode1）
黒田とともに真吾に謝罪し、示談を持ちかける。

##### 林レディースクリニック
林（はやし）
演 - 伴美奈子（Episode2）
医師。
浩美（ひろみ）
演 - 友倉由美子（Episode2）
看護師。「天使の代理人」の活動に参加し、冬子に竹乃の説得を依頼する。

##### 葉月産婦人科医院
山村敏夫（やまむら としお）
演 - 白井圭太（Episode3）
産婦人科医。
牟田（むた）
演 - 東美菜（Episode3）
看護師。

##### 早乙女産婦人科
早乙女（さおとめ）
演 - 五代高之（Episode4・6）
医師。

##### 守谷クリニック
守谷輝之（もりや てるゆき）
演 - 飯田基祐（Episode5）
医師。精子バンクの精子で妊娠させようとする弥生に協力するが、お腹の子の性別が女だと知って中絶しようとする弥生の手術を拒否し、説得する。
土屋悦子（つちや えつこ）
演 - 華城季帆（Episode5）
助産師。「天使の代理人」の活動に参加し、冬子や珠代に弥生の説得を依頼する。

##### 柘植産婦人科クリニック（柘植産婦人科医院）
柘植一善（つげ かずよし）
演 - 陰山泰（Episode5・最終章）
医師。弥生が中絶を依頼する。かつては多くの出産に立ち会ってきたが、中絶や人工死産の患者を受け入れ、合法的な手段で手術を行うことに重きを置くようになる。
桜井理奈（さくらい りな）
演 - 阪田瑞穂（Episode5・最終章）
看護師。「天使の代理人」の活動に参加している。

##### 小山晶ウィメンズクリニック
田中（たなか）
演 - 富田エル（Episode7）
看護師。「天使の代理人」の活動に参加している。

##### 辻井産婦人科
みどり
演 - 米澤史織（Episode7）
看護師。

#### 喫茶店Vie Sacree
マスター
演 - 田中昌宏
翔子が冬子に取材を行っている喫茶店のマスター。

#### 各エピソードの出演者

##### Episode1
佐藤有希恵（さとう ゆきえ）
演 - 星野真里
信吾の妻。結婚5年目を迎え、不妊治療を始めようとしていた矢先に妊娠が分かる。健診で病院に行った際、ひどいつわりにより待合ロビーで苦しんでいたところを辻沢に発見される。だが、ベッドの満床で中絶手術を受けるはずだった雪絵が立ち去った後の処置室に運ばれ、さらに緊急手術が入って辻沢や看護師たちが離れた間に、残されたカルテから黒田に同姓同名の雪絵と間違えられ、中絶されてしまう。悪い偶然が重なってお腹の子を失った悲しみから、しだいに雪絵に対して恨みを抱くようになるが、雪絵に天使の代理人からきた人だと勘違いされ、不安を打ち明けられるうちにお腹の子まで憎めずに復讐を実行することができなかった。やがて雪絵をほっておけなくなり、出産まで彼女をサポート。信吾と雪絵の出産を見届け、携帯電話の番号を変更する。その後、社会福祉士の資格を取得した。
佐藤信吾（さとう しんご）
演 - 窪塚俊介
有希恵の夫。お腹の子を失い、立ち直れずにいる有希恵の心情を理解できず、密かに雪絵と接触していたのを浮気だと勘違いするが、有希恵から真実を打ち明けられ、雪絵を支えることを応援するようになる。飲み屋で偶然顔見知りになった勇介を説得し、病院に向かわせた。
佐藤雪絵（さとう ゆきえ）
演 - 加賀美早紀（階段転落時のスタント吹き替え・野貴葵）
勇介とは同じ施設で育った。勇介の子を妊娠したことが分かり中絶を希望するが、その夜、天使の代理人として訪れたかずえに説得される。数日後、有希恵と同じ日に中絶手術を受けるために同じ病院に行ったが、院内から聞こえてくる産声に心が揺らぎ、処置前に病院から姿を消す。中絶を思いとどまり、出産を決意するが、有希恵を天使の代理人からきた人と勘違いし、出産や母親になることへの不安を打ち明ける。その後有希恵のサポートを受けながら、無事男児を出産し、誠と命名した。
柿沼勇介（かきぬま ゆうすけ）
演 - 加治将樹
雪絵の恋人で新聞配達員。雪絵とは同じ施設で育った。実の親から生まれてこなければよかったと言われたことから、自分が父親になる資格がないと思っている。雪絵の妊娠を知り、中絶費用の半分を雪江に手渡し姿を消す。飲み屋で偶然信吾と顔見知りになり、信吾の妻が有希恵だと知ってしまう。有希恵や信吾の説得を受け、お腹の子の父親として逃げずに受け止める決意をする。
佐藤美津子（さとう みつこ）
演 - 井上夏葉
信吾の母親。有希恵の義母。お腹の子を堕胎させられたことを知らず、信吾が赤ちゃんだった頃に使っていたおもちゃやマタニティドレスを持ってきたり、信吾から事実を聞かされた後も母親だからこそお腹の子を守るべきだったのではと本音を漏らし、有希恵を追い詰めてしまう。
妊婦
演 - 高見綾
希美台共立病院で無事に出産する。この時生まれた赤ちゃんの泣き声が処置室にいた雪絵の気持ちを迷わせ、中絶を思いとどまって立ち去る原因の一つとなった。
患者
演 - 藁科みき
希美台共立病院で診察を待っている。
勇介の友人
演 - 森川英明、吉田貴幸
飲み屋で子供の話を巡り、勇介と口論になる。

##### Episode2
姫川松香（ひめかわ まつか）
演 - 磯野貴理
36歳。9店舗の美容院を経営する美容師。母親は梅代を産んですぐに、父親は20歳の時に亡くなる。それ以来、二人の妹・竹乃と梅代を施設に預けようとした親戚からの申し出を断り、働きながら美容学校に通い、昼間は美容院、夜はスナックで働き、さらに内職をしながら二人の親代わりとなって育ててきた。二人の意思を無視して、勝手に物事を決めてしまうところがある。4年前に妊娠したことがあるが、ちょうど店舗を拡大し始めた時期で産休が取れない理由から中絶していた。その後子宮筋腫の悪化により、子宮を全摘出する。父親の十七回忌を前に、家族の絆を取り戻すために生家を買い戻し、竹乃と梅代を施設に預けようとした親戚たちを見返した。芳朗が隠していた育児書と離婚届を偶然見つけ、さらに芳朗から竹乃のお腹の子の父親が自分だと告げられ、芳朗と竹乃のお腹の子、中絶した自身の子のために離婚。半年後、竹乃の出産に立ち会う。
姫川芳朗（ひめかわ よしろう）
演 - 六角精児
松香の夫。仕事で忙しい松香に代わり、主夫業をこなしている。松香・竹乃・梅代の幼なじみで、親戚に竹乃と梅代を施設に預けられそうになったところを自分が育てると誓った松香を見て、彼女との結婚を決めた。良心の呵責に耐えられず、松香に竹乃のお腹の子の父親が自分であると伝えてしまう。松香と離婚後、竹乃と一緒になる。
姫川竹乃（ひめかわ たけの）
演 - 高久ちぐさ（少女期・堀井愛恵）
29歳。松香の上の妹。大学を中退後、スナック「ワインカラー」を経営。小さい時から憧れていた芳朗の子を妊娠していることが分かり、松香の意見に従って中絶しようとしたが、天使の代理人として訪れた冬子の説得を受け、出産し一人で育てる決意する。その後、松香と離婚した芳朗と一緒になり、無事男児を出産。
姫川梅代（ひめかわ うめよ）
演 - 遠海まりこ（幼少期・里谷彩華）
26歳。松香の下の妹。松香の紹介で就職した会社を辞めたばかり。竹乃と冬子が話しているのを偶然立ち聞きし、竹乃のお腹の子の父親が芳朗だと知ってしまう。
岩崎（いわさき）
演 - 塚原大助
松香が経営する美容院の店長。
木下（きのした）
演 - 児玉美智子
松香が経営する美容院の常連客。
米田ゆみ（よねだ ゆみ）
演 - 山野海
松香が経営する美容院の常連客。40代で3人目の子を妊娠。
木田（きだ）
演 - 清川均
和子（かずこ）
演 - 新海百合子
永井（ながい）
演 - 川嶋秀明
松香たちの親戚。竹乃と梅代を施設に預けようとした。
みどり
演 - はなこ
はるえ
演 - 松本雅子
松香たちの親戚。
母親
演 - 手塚桃子
松香・芳朗夫妻と同じマンションの住人。廊下で芳朗にぶつかった園児の母親。
入院患者
演 - しのへけい子
松香の入院した病院で、病室から聞こえる松香の声に苦情を訴える。

##### Episode3
鈴木杏子（すずき きょうこ）
演 - 床嶋佳子
46歳→49歳。リフォームショップで働く。夫は13年前に亡くなり、二人の娘がいる。図書館で出会ったひと回り年下の秀人と愛し合い、秀人の子を身ごもる。一度は中絶を決め、天使の代理人として現れた冬子に説得されても手術に踏み切ろうとするが、お腹の子を思う気持ちから出産を決意。行き違いから秀人を誤解するが、正枝に託された秀人の手帳を読んで、彼の自分への想い、自身の秀人への想いを知り、生まれてくる子のために生き抜くよう励ます。その後出産し、秀人（しゅうと）と命名。
鈴木秀人（すずき ひでと）
演 - 田中幸太朗
33歳。地元の名士の跡取り息子だが、実家を出て一人暮らししている。図書館で出会った杏子と愛し合うが、急性骨髄性白血病に侵される。一時は治療を拒否するが、杏子の支えで病気と向き合う。しかし、杏子の陣痛が始まったのと同じ頃に容態が急変、杏子が出産したのと同時に亡くなる。杏子と同姓同名の姉は、23年前に23歳の若さで癌で亡くなっている。
武田真弓（たけだ まゆみ）
演 - 末永遥
23歳。杏子の長女。結婚を機に家を出て妊娠。杏子の出産に反対するが、自身の出産で我が子への愛しさを知り和解。
鈴木夏生（すずき なつき）
演 - 田島ゆみか
21歳。杏子の次女。大学生。
田中美穂（たなか みほ）
演 - 三鴨絵里子
リフォームショップの店員。
白石由香利（しらいし ゆかり）
演 - 小出由華
秀人の婚約者だが、秀人に家に来るなと言われる。その後杏子を尾行し、妊娠を知るが、婚約解消となる。
花井孝（はない たかし）
演 - 児玉頼信
関東総合病院の秀人の担当医で、白血病を宣告。
小川（おがわ）
演 - 石原あつ美
関東総合病院の看護師。
鈴木正枝（すずき まさえ）
演 - 丘みつ子
秀人の母親。秀人の子を妊娠した杏子に中絶し二度と会わないよう告げるが、秀人が白血病だと知り、臍帯血移植をさせるべく、杏子に出産するよう頭を下げる。その後、秀人の杏子への想いを知り、杏子の強さを認めた上で生まれてくる子のために強くなるよう秀人を諭す。杏子が出産してからもサポートしている。
図書館員
演 - 末崎千絵
入院患者
演 - 雑賀克郎
真弓の夫
演 - 佐々木亮
鈴木秀人（すずき しゅうと）
演 - 横山賢太郎
杏子と秀人の子。

##### Episode4
中条泉美（なかじょう いずみ）
演 - 小沢真珠（幼少期・阿部李和、自転車衝突時のスタント吹き替え・野貴葵）
営業課で派遣社員として働く一方、イラストレーターを目指し、通信教育の教材を使って独学で絵を学び、子供をテーマにしたイラストを描いている。両親は6歳の時に離婚。2年前から会社の上司である惇と不倫関係になり、インターネットの掲示板「不倫女のつぶやき」に自身の不倫や心情を「ナカ」というハンドルネームで書き込みしている。惇の子を妊娠し、天使の代理人として現れた冬子の説得にも応じず、中絶しようとするが、同時期に派遣契約の打ち切りを告げられる。病院で顔見知りになった患者が惇の妻である佳那子だと知って、中絶を思いとどまり、嫉妬心から自身が服用していた胃潰瘍の薬で流産させようと企むが、佳那子から子供のできない体を持つ人の気持ちを打ち明けられ、不倫によって佳那子を苦しめていたことを思い知る。一度は佳那子からの代理出産の申し出を断るが、すべてを知った惇から頭を下げられ、自身の幼少期の経験から生まれてくる子を幸せにしてあげてほしいと佳那子に伝えた上で引き受ける。そして無事女児を出産し、満里奈と命名（満里奈は佳那子が生まれてくる我が子に命名しようとしていた名前）。育児をしながらも佳那子に満里奈を引き渡す覚悟をしていたが、偶然沢村夫妻との会話を立ち聞きしたかずえから代理出産の話を聞いた冬子に諭され、満里奈が自分を選んで生まれてきたこと、愛する人の幸せを一心に願うことに気づき、自分が満里奈の母親となって一人で育てていくことを決意。その後、千晶から話を持ちかけられ、面接を受けていた育児雑誌の専属イラストレーターの仕事も正式に決まる。
沢村佳那子（さわむら かなこ）
演 - 有森也実
38歳。惇の妻。興信所の調査で惇の不倫を知り、「不倫女のつぶやき」で夫の変化や不倫の時期などが符合するナカ（泉美）の書き込みを見つけ、様子を探るために「まりりん」のハンドルネームでコメントを書き込みしていた。そして書き込みで泉美が敦の子を妊娠したことを知り、偶然を装って病院で泉美と顔見知りとなる。20代の時に2度流産し、2年前に死産した経験がある。実家に戻っていた間に死産後、絨毛上皮腫（絨毛癌）にかかり、転移を防ぐために医師に言われるまま子宮を全摘出していた。その後も子供を産めない体になったことを惇に隠したまま、夫の心を取り戻すために芝居を続けていた。さらに惇の子を身ごもった泉美を試すために妊娠していると嘘をついて接触していた。泉美に代理出産を頼み、一度は断られて自殺を図るが、泉美が代理出産を引き受けたため、出産までのサポートや育児を手伝った。しかし泣き続ける満里奈を自分では泣き止ませることができず、実の母と子の絆を引き裂こうとしていたことを悟り、離婚届を残して家を出る。その後、泉美と一緒に探しにきた惇に説得され、もう一度本当の夫婦になることを誓う。
沢村惇（さわむら あつし）
演 - 甲本雅裕
佳那子の夫。営業二課課長。泉美の不倫相手。大晦日にお台場のカウントダウン会場で、佳那子に「俺の子供を産んでくれ」とプロポーズして結婚。佳那子が死産後に子宮を全摘出した際、死産の後遺症による入院だと告げられていたため、既に子宮がなく、妊娠していないことは知らなかったが、泉美に代理出産を断られたショックで自殺を図ろうとした佳那子から真実を聞き、泉美に代理出産してくれるよう頭を下げる。佳那子とともに出産や育児をサポートするが、佳那子の家出により、自分が妻を追い詰めていたことを知り、もう一度夫婦関係をやり直そうと告げる。
水島千晶（みずしま ちあき）
演 - 松永玲子
泉美の親友で雑誌編集者。泉美に新創刊の育児雑誌の専属イラストレーターの話を持ちかける。
原由美子（はら ゆみこ）
演 - 福島まり子
営業課の事務員。会社内での泉美の理解者。
武井知香（たけい ちか）
演 - 柚月美穂
営業課の正社員。泉美の派遣契約打ち切りにより、泉美が担当していた業務を引き継ぐ。
人事課長
演 - 堂下勝気
人員整理による派遣契約打ち切りを泉美に告げる。
大庭（おおば）
演 - 麻生侑里
沢村夫妻と同じマンションの住人。
男性
演 - 上野山浩
自転車の運転を誤り、泉美にぶつかる。
編集長
演 - 牧村泉三郎
新創刊の育児雑誌の編集長。泉美を面接する。
中条満里奈（なかじょう まりな）
演 - 大場七海
泉美と惇の子。

##### Episode5
川口弥生（かわぐち やよい）
演 - 貴城けい
TRY-TVの報道番組『ニュースプレミア』のチーフプロデューサー。ワンマンぶりから担当をはずされ、報道局管理デスク部に異動となる。直後に母親が亡くなったのを機に、結婚せずに優秀な男の子を出産して育てようと思い立ち、精子バンクから理想の精子を取り寄せて、守谷の協力で妊娠することに成功する。しかし出生前診断でお腹の子の性別が女の子だと知り、夢子や冬子の説得にも応じず、中絶しようとする。妊娠22週目で人工死産を行うために入院した柘植産婦人科クリニックで絨毛膜羊膜炎による子宮収縮を起こし、赤ちゃんを助けて欲しいと冬子に懇願する。そして自身の命の危険も伴う切迫早産で未来を出産。出産後は『ニュースプレミア』のチーフプロデューサーに復帰。
夢子（ゆめこ）
演 - 大澄賢也
おかまバー「夢子's BAR」のマスター。本名はツヨシで、実家の親にはカミングアウトできず、ノーマルのふりをしている。弥生の親友。中絶しようとした弥生を説得しようとし、お守りにしてきたハートのネックレスを同封した手紙を弥生に書く。出産後は、未来のお迎えなどを手伝っている。
藤島広幸（ふじしま ひろゆき）
演 - 安倍康律
俳優。弥生の恋人。弥生から子供が欲しいと協力を求められるが、拒否する。
川口房子（かわぐち ふさこ）
演 - 泉晶子
弥生の母親。くも膜下出血で亡くなる。
榎本久雄（えのもと ひさお）
演 - 坂俊一
TRY-TVの常務。弥生に管理デスク部への異動を伝える。
矢代真奈美（やしろ まなみ）
演 - 小野麻亜矢
TRY-TVのアナウンサーで『ニュースプレミア』のメインキャスター。妊娠したため、榎本に番組の降板を申し出る。
工藤（くどう）
演 - 増田雄一
弥生の元彼。既婚で小学生の息子がいる。弥生から子供を産むために遺伝子が欲しいと協力を求められるが、拒否する。
宮本（みやもと）
演 - 荒川智大
弥生の元彼。弥生から子供を産むために遺伝子が欲しいと協力を求められるが、拒否する。
白井（しらい）
演 - 清野秀美
TRY-TV『ニュースプレミア』のディレクター。ワンマンな弥生に反発している。
青田（あおた）
演 - 清水友範
TRY-TV『ニュースプレミア』のスタッフ。ワンマンな弥生に反発している。
赤塚（あかつか）
演 - 長濱正明
TRY-TV『ニュースプレミア』のスタッフ。ワンマンな弥生に反発している。
AD
演 - 若井尚子
TRY-TV『ニュースプレミア』のスタッフ。弥生にミスを注意される。
大石（おおいし）
演 - 上園貴弘
TRY-TV報道局スタッフ。
小野（おの）
演 - タツヤ
TRY-TV報道局スタッフ。
中井（なかい）
演 - 井上尚子
TRY-TV報道局スタッフ。
医師
演 - 鹿出俊之輔
房江が自ら連絡し、救急車で運ばれた病院の医師。最期を看取る。
トモちゃん
演 - 赤井沙希
ナオちゃん
演 - 澪乃せいら
「夢子's BAR」の常連客。精子バンクの存在を弥生に教える。
川口未来（かわぐち みらい）
演 - 古木クリスティーナさくら
弥生が人工授精でもうけた子。650gの極小未熟児（極低出生体重児）として生まれ、新生児特定集中治療室（NICU）で保育されたが、その後は順調に成長している。

##### Episode6
森本理彩（もりもと りさ）
演 - 田中律子
希美台共立病院に赴任した産婦人科医。不妊治療に定評があるが、自身も10年前に結婚した夫・賢治との不妊に悩み、5年前から治療していると賢治に嘘をついていた。AID（非配偶者間人工授精）を最初に手がけた由美子の娘・なずなから怒りをぶつけられる。賢治の余命がわずかだと知り、自らAIDを行って妊娠する。だがお腹の子への母性が芽生えつつも、夫以外の男性との子を愛せる自信がない気持ちと夫を騙したことへの罪悪感から、本当は出産したいと思いつつも中絶を決意する。しかし冬子から渡された賢治の手紙で嘘をすべて分かっていたことを知って中絶を取りやめ、その後男児を無事出産。
森本賢治（もりもと けんじ）
演 - 瀬下尚人
理彩の夫。仕事先で倒れて希美台共立病院に救急搬送され、末期の胃がんで亡くなる。後ろめたいことがある時の理彩の呼び方が「賢治」から「賢ちゃん」に変わることから、不妊の原因が自分にあることや余命が長くないことに気づき、騙されたふりをしていたことを理彩に宛てた手紙に綴り、冬子に託した。
室井なずな（むろい なずな）
演 - 金澤美穂
14歳。由美子の娘で中学生。幸造に似ていないことに違和感を覚え、不倫してできた子ではないかと由美子に問い詰めるが、AIDによって出生したことを知り、両親への不信感を募らせる。自室でリストカットしたところを発見されて、希美台共立病院に運ばれ、自分を作り出した理彩を責める。AIDで妊娠した理彩に子供を道具にしか考えていないと非難し、賢治の死後、理彩が中絶しようとしたことに自分の存在が否定されたと思い、ショックを受けるが、理彩の本心を知り、生まれない方がよかったなんて気持ちは嘘だったことを告げ、その子を生んでほしいと伝える。
室井由美子（むろい ゆみこ）
演 - 白石まるみ
なずなの母親。幸造に子種がなかったため、AIDでなずなを妊娠。なずなに真実を告げたことを思い悩む。
室井幸造（むろい こうぞう）
演 - 菅原大吉
なずなの父親。生物上の父親ではないが、由美子とともに娘に愛情を注ぎ、自ら命名したなずなの名前にその思いを託している。
森本寛子（もりもと ひろこ）
演 - 吉野由志子
賢治の母親。理彩の姑。賢治の病気を胃潰瘍だと嘘をつかれ、理彩のお腹の子が賢治ではないことを知らされ、絶縁を告げる。
岩田（いわた）
演 - 伊東孝明
希美台共立病院の内科医師。賢治の担当医。
患者
演 - 友倉由美子
希美台共立病院で、理彩に不妊治療を受ける。
理彩の子
演 - 吉村咲汰
理彩がAIDで妊娠した子。

##### Episode7
喜多川麻矢（きたがわ まや）
演 - 多岐川華子
20歳。大学生。アキヒコの子を妊娠して中絶を決意し、中絶に対して罪悪感のない内容を自身のブログに綴る。天使の代理人を名乗る冬子の説得にも、代理人のルールを越えて説得を続けた珠代の声にも耳を貸さず、中絶する。クールな現実主義者だが、頼子に生まなければよかったと言われたことが心の傷となっている。中絶後に薬を過剰服用して意識を失うが、駆けつけた珠代の発見が早かったため助かる。自身の中絶体験を語った珠代から、望まれて生まれなくても幸せになる資格があると諭され、毒舌ばかりだったブログでも悩みを打ち明ける投稿者に力になるとコメントするようになった。
石森祐二（いしもり ゆうじ）
演 - 宮本大誠
珠代の夫。「天使の代理人」の活動に熱心な珠代との溝が深まり、大阪への転勤を機に、離婚を言い渡す。
喜多川頼子（きたがわ よりこ）
演 - 三輝みきこ
麻矢の母親。麻矢を妊娠したことにより、ピアニストになる夢を諦めて出産したことを後悔し、麻矢にその夢を託すが、困らせてばかりの娘に堕ろせばよかったと告げる。
今井タカコ（いまい カタコ）
演 - 立花彩野
麻矢の友人。妊娠したのではないかと不安になるが、遅れていた生理がきたため安心する。
アキヒコ
演 - 山口龍人
麻矢の交際相手だが、同じゼミの生徒とも親しくしている。麻矢から妊娠を知らされ、バカにする。
上杉愛（うえすぎ あい）
演 - 有村実樹
人気アイドル。天使の代理人として現れた珠代の説得を受け、シングルマザーになるために、芸能活動の休止を発表する。
恵子（けいこ）
演 - 吉川麻美
助産師。看護学校時代の友人である珠代やかずえたちと「天使の代理人」の活動に参加。
千絵（ちえ）
演 - 栗原奈美
助産師。看護学校時代の友人である珠代やかずえたちと「天使の代理人」の活動に参加。
女子大生
演 - 高見綾
同じゼミのアキヒコと親しくしている。
岩田（いわた）
演 - 伊東孝明
希美台共立病院の内科医師。薬を過剰服用した麻矢を診察する。
妊婦
演 - 井上尚子
珠代と訪れたVie Sacreeで破水し、冬子たちに付き添われて運ばれた希美台共立病院で無事に出産する。
妊婦
演 - 安藤清美
希美台共立病院で無事に出産する。

##### 最終章
佐伯あすか（さえき あすか）
演 - 宮下ともみ（ビル飛び降り時のスタント吹き替え・野貴葵）
享年25。就職の翌年に19歳で結婚するも、夫が蒸発し、鋳物工場でパートで働きながら女手一つであかりを育ててきた。二人目の妊娠が判明し、産みたい気持ちがありながらも、経済的に二人の子供を育てられないために中絶を決意するが、天使の代理人として現れたかずえに説得を受けて思いとどまり、長男のひかるを出産。だが不景気により鋳物工場をクビになり、現代創榮社ビルの清掃と中華料理店のウェイター、さらにDMの宛名ラベル貼りの内職を掛け持ちしても生活苦から抜け出せないワーキングプアに陥ってしまう。その後、時給の高いキャバクラ「Chou Chou」でかりんの源氏名で働き始めるが、ノルマとペナルティーが課せられて思うように収入を得られず、次第に精神的に追い込まれて出勤できなくなる。ついには闇金融に手を出し、連日の借金取りからの取り立てにより、さらに追い詰められ、一家心中を図ろうと眠っているあかりの首を絞めてしまう。あかりが「ママ」と呼ぶ声で我に返るが、二人の子供を残したまま部屋を出て、マンションの屋上から飛び降り自殺する。清掃の仕事の最中に翔子と知り合い、ワーキングプアの取材に協力していた。
佐伯あかり（さえき あかり）
演 - 石井心愛
あすかの長女。
佐伯ひかる（さえき ひかる）
演 - 西岡航、吉村咲汰（冬子面会時）
あすかの長男。
柴田初恵（しばた はつえ）
演 - 左時枝
助産師歴40年のベテラン助産師で、10年前に引退。冬子にとっては助産師としてだけでなく人生の師でもある。
従業員
演 - 森澤早苗
鋳物工場の従業員。みんなで出し合った出産のお祝いをあすかに手渡す。
柳川（やながわ）
演 - 築出静夫
鋳物工場の社長。出産後、職場復帰したあすかにクビを言い渡す。
あすかの夫
演 - 江川武蔵
会社の金を使い込んで蒸発する。
森安（もりやす）
演 - 菊池均也
キャバクラ「Chou Chou」店長。あかりの発熱で欠勤したあすかにペナルティーを課し、追い詰めていく。
桃香（ももか）
演 - 谷桃子
みかん
演 - 古崎瞳
キャバクラ「Chou Chou」のキャバクラ嬢。
橋本（はしもと）
演 - 清水伸
キャバクラの客。あすかに子供の話を聞かされ興ざめする。
関口（せきぐち）
演 - 五刀剛
キャバクラの客。あすかに無理矢理口移しで酒を飲ませようとする。
平井（ひらい）
演 - 松本じゅん
あすか母子が暮らすアパートの大家。
高橋（たかはし）
演 - 森永健司
闇金融の借金取り。
斉藤（さいとう）
演 - 岡崎宏
内科医。発熱したあかりを診察。
永井（ながい）
演 - 西村いづみ
中山（なかやま）
演 - 山田真由子
あかりとひかるを預けている「なのはな保育園」の保育士。
冬子の祖母
演 - 上杉二美
佐和子が命と引き換えに冬子を出産して一週間後に亡くなったため、冬子さえ産んでいなければ生きられたのにと責め、仏壇に手を合わせることも許さない。
妊婦
演 - 斎藤千晃
妊娠30週で柘植産婦人科医院で人工死産する。
妊婦
演 - 山口美友紀
初恵の立ち会いにより自宅で男児を出産。冬子が著書「天使の代理人」を持って初恵を訪ねた際、一緒に立ち会い、助産師としての原点を思い出すきっかけとなった。
妊婦
演 - 飯塚弘美
初恵の立会いにより自宅で女児を出産。少女時代の冬子も立ち会った。
妊婦
演 - 堀あすか
希美台共立病院で翔子の取材を受ける。
妊婦
演 - 安藤清美
冬子の立会いにより自宅で出産。
ハローワークの職員
演 - 堀口敬巧
中華料理店の従業員
演 - 岩田和浩
キャバクラの客
演 - 山本直輝

### スタッフ
- 企画：西本淳一（東海テレビ）
- 原作：山田宗樹『天使の代理人』（幻冬舎文庫）
- 脚本：いずみ玲、武田有起、竹田新、牟田桂子、横田理恵
- メインテーマ：S.E.N.S.「The Life」
- 主題歌：Love「あなたの言葉」（ソニー・ミュージックアソシエイテッドレコーズ）
- 音楽：森英治
- 広報：胡桃千春（東海テレビ）、佐藤奈奈（東海テレビ）
- プロデューサー：服部宣之（東海テレビ）、鈴木伸太郎（共同テレビ）
- 演出：木下高男（共同テレビ）、北川学（共同テレビ）、小山田雅和（共同テレビ）
- 制作：東海テレビ、共同テレビ

### 放送リスト
| 通算話数                                       | Episode  | 話数  | 放送日         | 脚本     | 演出       |
| ---------------------------------------------- | -------- | ----- | -------------- | -------- | ---------- |
| #1                                             | 1        | 第1話 | 2010年9月6日   | いずみ玲 | 木下高男   |
| #2                                             | 1        | 第2話 | 2010年9月7日   | いずみ玲 | 木下高男   |
| #3                                             | 1        | 第3話 | 2010年9月8日   | いずみ玲 | 木下高男   |
| #4                                             | 1        | 第4話 | 2010年9月9日   | いずみ玲 | 木下高男   |
| #5                                             | 1        | 第5話 | 2010年9月10日  | いずみ玲 | 木下高男   |
| #6                                             | 1        | 第6話 | 2010年9月13日  | いずみ玲 | 木下高男   |
| #7                                             | 1        | 第7話 | 2010年9月14日  | いずみ玲 | 木下高男   |
| #8                                             | 2        | 第1話 | 2010年9月15日  | 竹田新   | 木下高男   |
| #9                                             | 2        | 第2話 | 2010年9月16日  | 竹田新   | 木下高男   |
| #10                                            | 2        | 第3話 | 2010年9月17日  | 竹田新   | 木下高男   |
| #11                                            | 2        | 第4話 | 2010年9月20日  | 竹田新   | 木下高男   |
| #12                                            | 2        | 第5話 | 2010年9月21日  | 竹田新   | 木下高男   |
| #13                                            | 3        | 第1話 | 2010年9月22日  | 武田有起 | 北川学     |
| #14                                            | 3        | 第2話 | 2010年9月23日  | 武田有起 | 北川学     |
| #15                                            | 3        | 第3話 | 2010年9月24日  | 武田有起 | 北川学     |
| #16                                            | 3        | 第4話 | 2010年9月27日  | 武田有起 | 北川学     |
| #17                                            | 3        | 第5話 | 2010年9月28日  | 武田有起 | 北川学     |
| #18                                            | 3        | 第6話 | 2010年9月29日  | 武田有起 | 北川学     |
| #19                                            | 4        | 第1話 | 2010年9月30日  | 牟田桂子 | 木下高男   |
| #20                                            | 4        | 第2話 | 2010年10月1日  | 牟田桂子 | 木下高男   |
| #21                                            | 4        | 第3話 | 2010年10月4日  | 牟田桂子 | 木下高男   |
| #22                                            | 4        | 第4話 | 2010年10月5日  | 牟田桂子 | 木下高男   |
| #23                                            | 4        | 第5話 | 2010年10月6日  | 牟田桂子 | 木下高男   |
| #24                                            | 5        | 第1話 | 2010年10月7日  | いずみ玲 | 小山田雅和 |
| #25                                            | 5        | 第2話 | 2010年10月8日  | いずみ玲 | 小山田雅和 |
| #26                                            | 5        | 第3話 | 2010年10月12日 | いずみ玲 | 小山田雅和 |
| #27                                            | 5        | 第4話 | 2010年10月13日 | いずみ玲 | 小山田雅和 |
| #28                                            | 5        | 第5話 | 2010年10月14日 | いずみ玲 | 小山田雅和 |
| #29                                            | 6        | 第1話 | 2010年10月15日 | 武田有起 | 北川学     |
| #30                                            | 6        | 第2話 | 2010年10月18日 | 武田有起 | 北川学     |
| #31                                            | 6        | 第3話 | 2010年10月19日 | 武田有起 | 北川学     |
| #32                                            | 6        | 第4話 | 2010年10月20日 | 武田有起 | 北川学     |
| #33                                            | 7        | 第1話 | 2010年10月21日 | 横田理恵 | 小山田雅和 |
| #34                                            | 7        | 第2話 | 2010年10月22日 | 横田理恵 | 小山田雅和 |
| #35                                            | 7        | 第3話 | 2010年10月25日 | 横田理恵 | 小山田雅和 |
| #36                                            | 8 最終章 | 第1話 | 2010年10月26日 | いずみ玲 | 木下高男   |
| #37                                            | 8 最終章 | 第2話 | 2010年10月27日 | いずみ玲 | 木下高男   |
| #38                                            | 8 最終章 | 第3話 | 2010年10月28日 | いずみ玲 | 木下高男   |
| #39                                            | 8 最終章 | 第4話 | 2010年10月29日 | いずみ玲 | 木下高男   |
| 平均視聴率5.4%（ビデオリサーチ調べ・関東地区） |          |       |                |          |            |

#### 備考
2010年10月11日は『出雲全日本大学選抜駅伝競走』のため休止。
| 東海テレビ制作 昼ドラ                      | 東海テレビ制作 昼ドラ                    | 東海テレビ制作 昼ドラ                   |
| 前番組                                     | 番組名                                   | 次番組                                  |
| ------------------------------------------ | ---------------------------------------- | --------------------------------------- |
| 明日の光をつかめ （2010年7月5日 - 9月3日） | 天使の代理人 （2010年9月6日 - 10月29日） | 花嫁のれん （2010年11月1日 - 12月29日） |